# Bžany (Eslováquia)
Bžany é um município da Eslováquia, situado no distrito de Stropkov, na região de Prešov. Tem 17,06 km² de área e sua população em 2018 foi estimada em 199 habitantes.

## Demografia
| Ano:        | 1994 | 2004    | 2014   | 2024    |
| ----------- | ---- | ------- | ------ | ------- |
| Broj ljudi: | 144  | 172     | 168    | 223     |
| Razlika:    |      | +19,44% | -2,32% | +32,73% |

| Ano:               | 2023 | 2024   |
| ------------------ | ---- | ------ |
| Número de pessoas: | 229  | 223    |
| Diferença:         |      | -2,62% |